# Equitación de esparcimiento

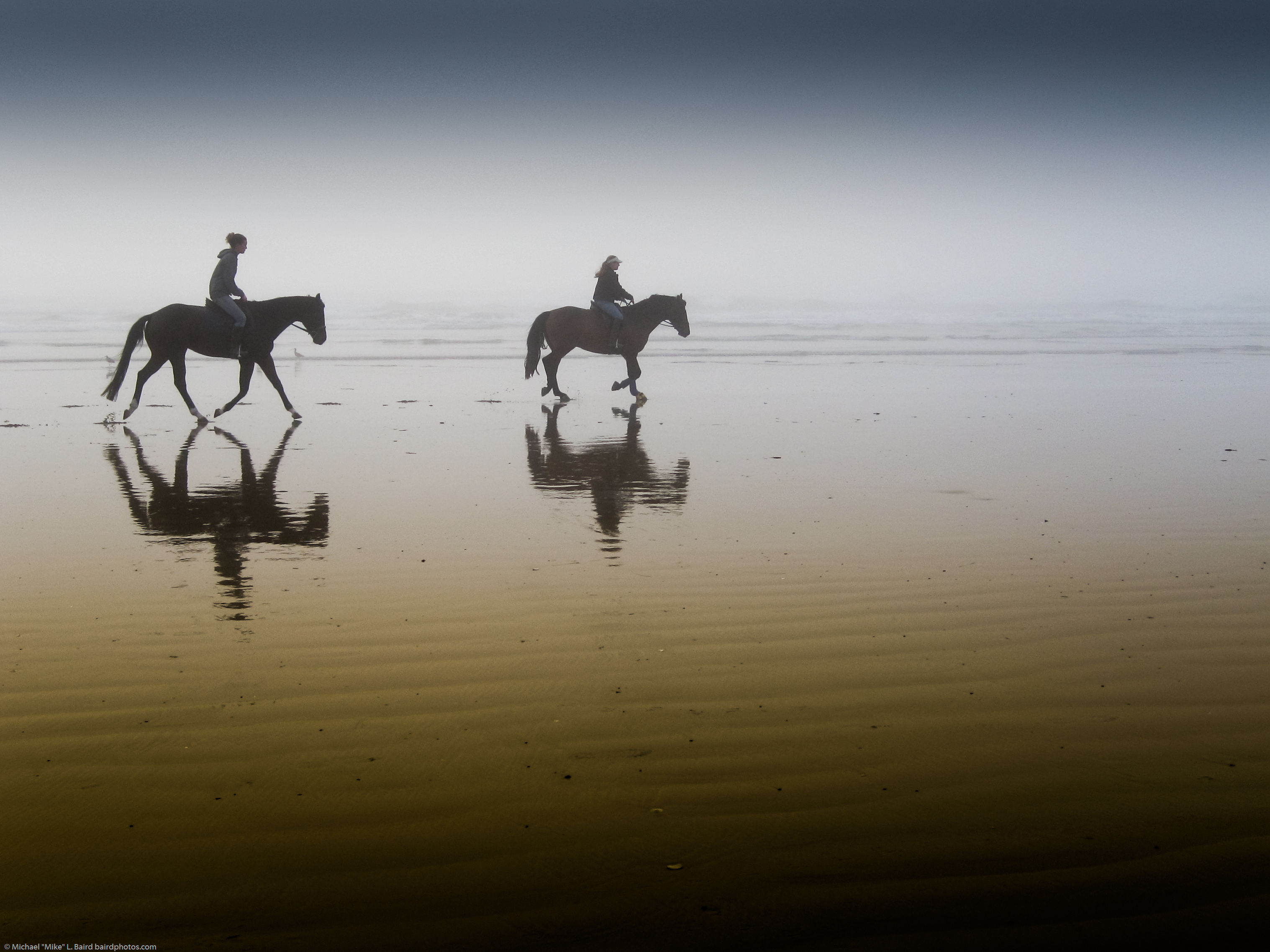
Equitación en una playa.

La equitación de esparcimiento o equitación de entretenimiento o equitación de placer es una equitación hedonista que busca momentos de distensión y de diversión, realizando paseos a caballo los que en ningún sentido se vinculan con la competición o con la superación de marcas, e incluyendo en particular lo que da en llamarse randonné ecuestre o equiturismo, práctica esta última que utiliza al caballo como medio de transporte para realizar largos paseos a caballo en áreas naturales y de difícil o problemático acceso.
El concepto de equitación de esparcimiento ha tenido un desarrollo relativamente reciente, así como el llamado caballo de esparcimiento. El desarrollo de esta práctica naturalmente acompaña el aumento del tiempo libre por parte de las personas, en especial en occidente. En Francia, se trata del tipo de equitación más practicado, a veces en combinación con la llamada equitación etológica (en francés: équitation éthologique).

## Historia
En la Antigüedad y en la Edad Media, la equitación de esparcimiento parecería haber sido practicada en pequeña escala por la clase social más pudiente, sin ser particularmente definida como tal. En fechas más recientes, poco a poco esta práctica se fue expandiendo a otras clases sociales, particularmente en occidente.
Los jinetes independientes, que practican la equitación por placer y para esparcimiento, lo hacen sin cumplir reglas o directivas específicas. Y la diversidad de estas prácticas se acrecentó de hecho, visto que en los inicios del siglo XX solamente se reconocieron tres disciplinas olímpicas basadas en los entrenamientos militares (Adiestramiento, Salto ecuestre, Concurso completo). En líneas generales, la equitación pasó a tener componentes más lúdicos hacia el fin del siglo XX, aunque por cierto, sin por ello relegar los aspectos deportivos y de la alta competición.
La equitación de esparcimiento se inició en los años 1960, en paralelo con el redescubrimiento de razas de caballos de esparcimiento robustos y bien adaptados para el senderismo ecuestre. En 1958 y en Alemania, Ursula Bruns contribuyó a su desarrollo, y más tarde y a partir de 1969, hicieron su aparición las primeras revistas destinadas particularmente a los caballistas de esparcimiento. En consecuencia, la propagación de caballos destinados a la equitación de esparcimiento fue fuertemente en aumento, y por ejemplo en Canadá, Linda Tellington-Jones promovió a través de sus enseñanzas y de su accionar, un relacionamiento apacible y tranquilo con los caballos.
El desarrollo de la equitación de entretenimiento en los países occidentales es relativamente reciente (principio de los años 1990), y los estudios al respecto no son muy numerosos, a pesar de la multiplicación claramente verificada de esta práctica. En muchos casos, los escritos y las entrevistas que se publican, conciernen más bien a los caballistas "aficionados", mujeres en su gran mayoría.

## Aspectos económicos

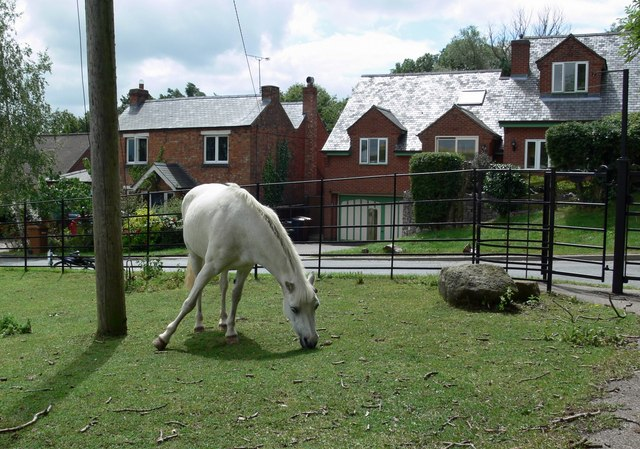
El interés que hoy día se tiene por los caballos de entretenimiento o esparcimiento, contribuye a acentuar el fenómeno de la periurbanización.

Según un estudio prospectivo realizado por el INRA (Francia) en el año 2012, el mercado de la equitación de entretenimiento está en plena expansión, y pasará a ser cada vez más importante (particularmente en Francia), al menos si un número suficiente de personas llega a disponer de los medios financieros necesarios.
Un aspecto esencial de la equitación de esparcimiento (o divertimento ecuestre) es el de ser consumidora de espacios en zonas rurales. Los propios caballos requieren de cierto territorio, por ejemplo para la cría de estos animales, así como para las zonas de descanso y de alimentación a pasto, y las zonas específicas de trabajo. Pero a estos espacios, también se les debe agregar los específicos para exhibiciones y torneos, así como los que ocupan los caminos particularmente preparados para el senderismo ecuestre. Sin lugar a dudas, esta actividad mucho contribuye al dinamismo económico de muchas regiones, y es un complemento muy adecuado a ciertos emprendimientos, como ser el turismo rural.
Cabe consignar que muchos jinetes de esparcimiento (o sea, aquellos que específicamente no practican deportes ecuestres, ni utilizan sus caballos para el trabajo, ni en ningún sentido encaran esta actividad como negocio), delegan el cuidado de sus respectivos caballos a profesionales especializados y/o a establecimientos preparados para ello (del tipo centro ecuestre). Por el contrario, otros jinetes hedonistas guardan y cuidan sus caballos en sus respectivas casas principales o de campo, y eso hacen en ciertos casos por comodidad, y/o para reducir ciertos costes, y/o para reforzar el estatus social familiar, etc. La voluntad de practicar algún deporte ecuestre pero con cierto grado de informalidad y en ausencia de un interés personal por competir, también puede incluirse en esta lista de motivaciones, ya que las estructuras deportivas adecuadas y completas para la competición y la práctica deportiva, solamente suelen ser accesibles en establecimientos profesionales. Con cierta frecuencia, quienes tienen y mantienen caballos de esparcimiento, son personas de ingresos medios o medios-altos, poseedores de bienes raíces (generalmente tierras y/o alguna casa de campo), y con cierta inclinación a lo referido a las actividades ecuestres y a la vida en contacto con la naturaleza. Sin lugar a dudas, la equitación de esparcimiento contribuye a desarrollar y reforzar el fenómeno de la periurbanización.
En lo referido al mercado en cuanto a este tipo de caballos, cabe consignar que suele existir un profundo desequilibrio entre oferta y demanda. En Francia, la cría de caballos suele estar orientada a las competiciones hípicas y a los deportes ecuestres, y en muchos casos son los caballos de refugo los que terminan siendo asignados a la equitación de placer, a la instrucción de jinetes en sus inicios, a la competición deportiva en sus niveles inferiores, y a ciertas actividades especiales como ser la equinoterapia : 70 % de los equinos son finalmente asignados a este tipo de actividades.
La práctica de la más informal equitación de entretenimiento cuesta más de 5000 € por año (cifra de 2013), un dato que debe ser tenido en cuenta por quienes tengan el proyecto de comprar y mantener un caballo propio.